# Aisha (nome)
Aisha  è un nome proprio di persona arabo, urdu e inglese femminile.

## Varianti
Il nome, in alfabeto arabo, è scritto عائشة‎, che può essere traslitterato anche come ʿAisha, ʿĀʾisha, Aishah, Ayishah, Ayesha e Aysha, e anche Aïcha dai parlanti di arabo magrebino; in alfabeto urdu è scritto عائشہ‎, che può essere reso anche come Ayesha.

### Varianti in altre lingue
- Lingue africane occidentali: Aïchatou[1], Aïssa[1], Aïssatou[1]
- Azero: Aişə[1]
- Bengalese: আয়েশা (Ayesha)[1]
- Bosniaco: Ajša[1]
- Ceceno: Ӏаишат (Īaišat)[1]
- Kazako: Айша (Aısha)[1]
- Hausa: Aishatu‎[1], Aisha‎[1]
- Inglese: Aisha[1]
- Indonesiano: Aisyah[1]
- Maldiviano: ޢާއިޝަތު‎ (Aishath)[1]
- Malese: Aishah[1]
- Swahili: Aisha[1]
- Turco: Ayşe[1]

È attestata anche una forma italianizzata, "Aiscia" (pron. Àiscia).

## Origine e diffusione

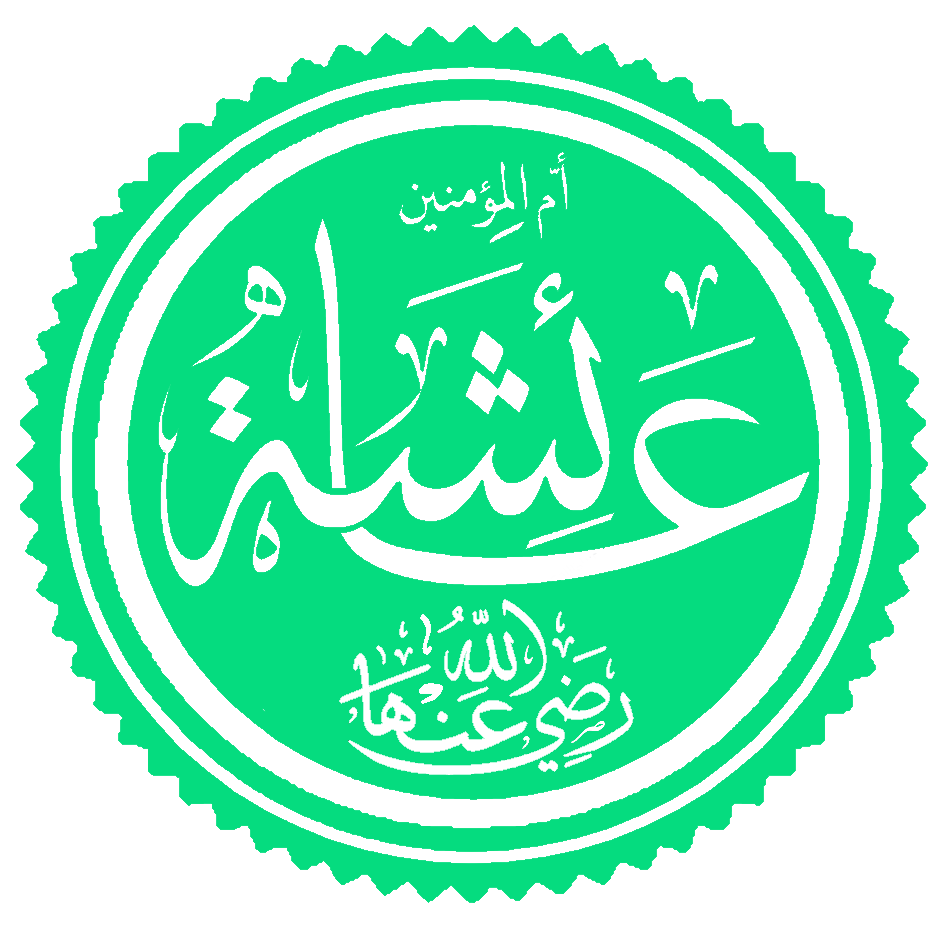
Il nome ʿĀʾisha in calligrafia araba

Riprende un vocabolo arabo che vuol dire "viva", "vivente", "prospera", ed è quindi analogo per significato ai nomi Vivo, Viviana, Živa e Zhivko.
ʿĀʾisha fu la figlia di Abū Bakr che divenne la terza moglie di Maometto, e che dopo la sua morte andò in guerra contro il califfo Ali, venendo sconfitta. Questo nome è stato sempre molto diffuso nella cultura islamica, anche se è il suo uso è incrementato particolarmente dagli anni settanta.
A partire dallo stesso periodo, il nome si diffuse anche negli Stati Uniti, forse grazie alla fama della principessa Aisha di Giordania, e venne reso ancor più celebre dopo che Stevie Wonder lo diede a sua figlia nel 1975; nella comunità afroamericana è diffusa anche la variante Iesha, popolarizzata nel 1991 da una canzone degli Another Bad Creation così intitolata.
Nelle ex colonie francesi dell'Africa occidentale, il nome è attestato in diverse forme quali Aïssatou e Aïssa; quest'ultima coincide con un nome maschile usato nelle stesse zone, che è invece una variante locale di عيسى‎ (ʿĪsá), la forma araba del nome Gesù nel Corano.

## Onomastico
Il nome non è portato da alcuna santa, quindi è adespota; l'onomastico si può festeggiare eventualmente il 1º novembre, in occasione di Ognissanti.

## Persone
- Aisha, terza moglie di Maometto
- Aisha, cantante lettone

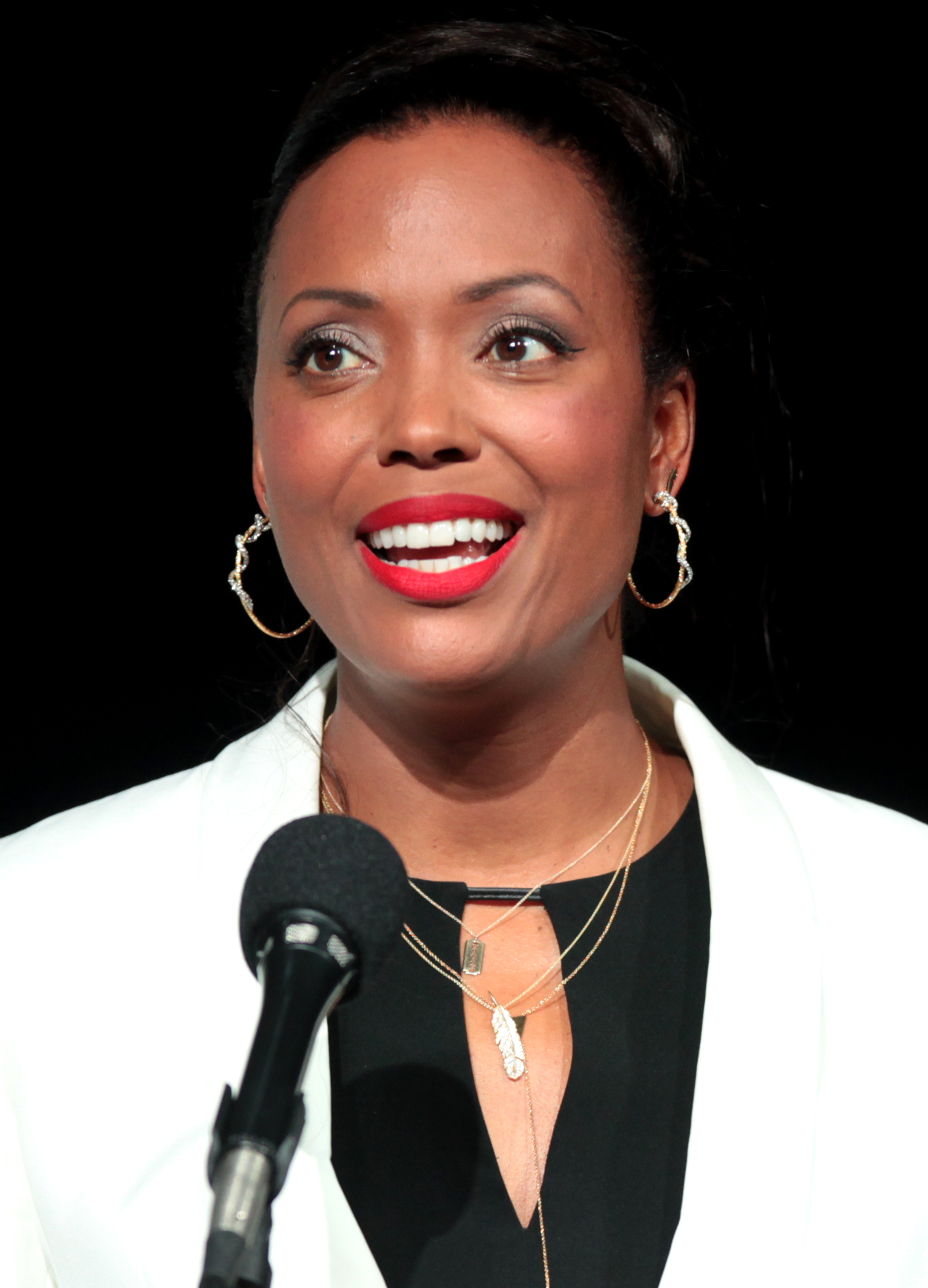
Aisha Tyler

- Aisha bint al-Husayn, principessa giordana
- Aisha Cerami, attrice italiana
- Aisha Dee, attrice australiana
- 'A'isha del Marocco, principessa marocchina
- Aisha Gheddafi, avvocatessa libica, figlia di Muʿammar Gheddafi
- Aisha Hinds, attrice statunitense
- Aisha Mohammed, cestista nigeriana
- Aisha Praught-Leer, atleta statunitense naturalizzata giamaicana
- Aisha Tyler, attrice e scrittrice statunitense

### Variante Ayesha

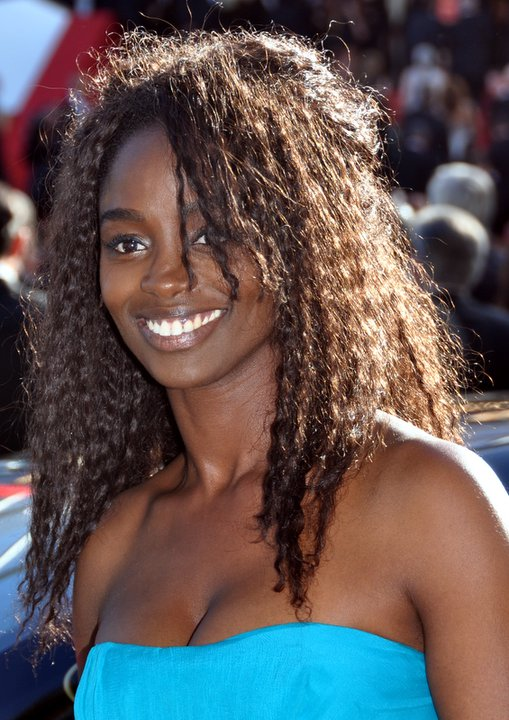
Aïssa Maïga

- Ayesha Dharker, attrice indiana naturalizzata britannica
- Ayesha Gulalai Wazir, politica pakistana
- Ayesha Takia, attrice indiana

### Variante Ayşe
- Ayşe Cora, cestista turca
- Ayşe Kulin, scrittrice e sceneggiatrice turca
- Ayşe Hatun, figlia di Mehmed II, principessa ottomana.
- Ayşe Sultan, figlia di Bayezid II, principessa ottomana.
- Ayşe Hümaşah Sultan, figlia di Mihrimah Sultan, principessa ottomana.
- Ayşe Sultan, figlia di Murad III, principessa ottomana.
- Ayşe Sultan, figlia di Mehmed III, principessa ottomana
- Ayşe Sultan, figlia di Ahmed I, principessa ottomana.

### Variante Aïcha
- Aïcha Chenna, attivista marocchina
- Aïcha Goblet, modella e attrice teatrale francese
- Aïcha Sidibé, cestista senegalese

### Variante Aishath
- Aishath Reesha, mezzofondista maldiviana
- Aishath Sajina, nuotatrice maldiviana
- Aishath Sausan, nuotatrice maldiviana

### Altre varianti
- Aïssatou Tounkara, calciatrice francese
- Aïssa Maïga, attrice francese
- Aishah Sutherland, cestista statunitense

## Il nome nelle arti
- Aisha è il nome di un personaggio della serie a fumetti e animata Winx Club.
- Aïcha è il titolo di un singolo del cantante algerino Khaled.